# Eparchia dell'Aia e dei Paesi Bassi

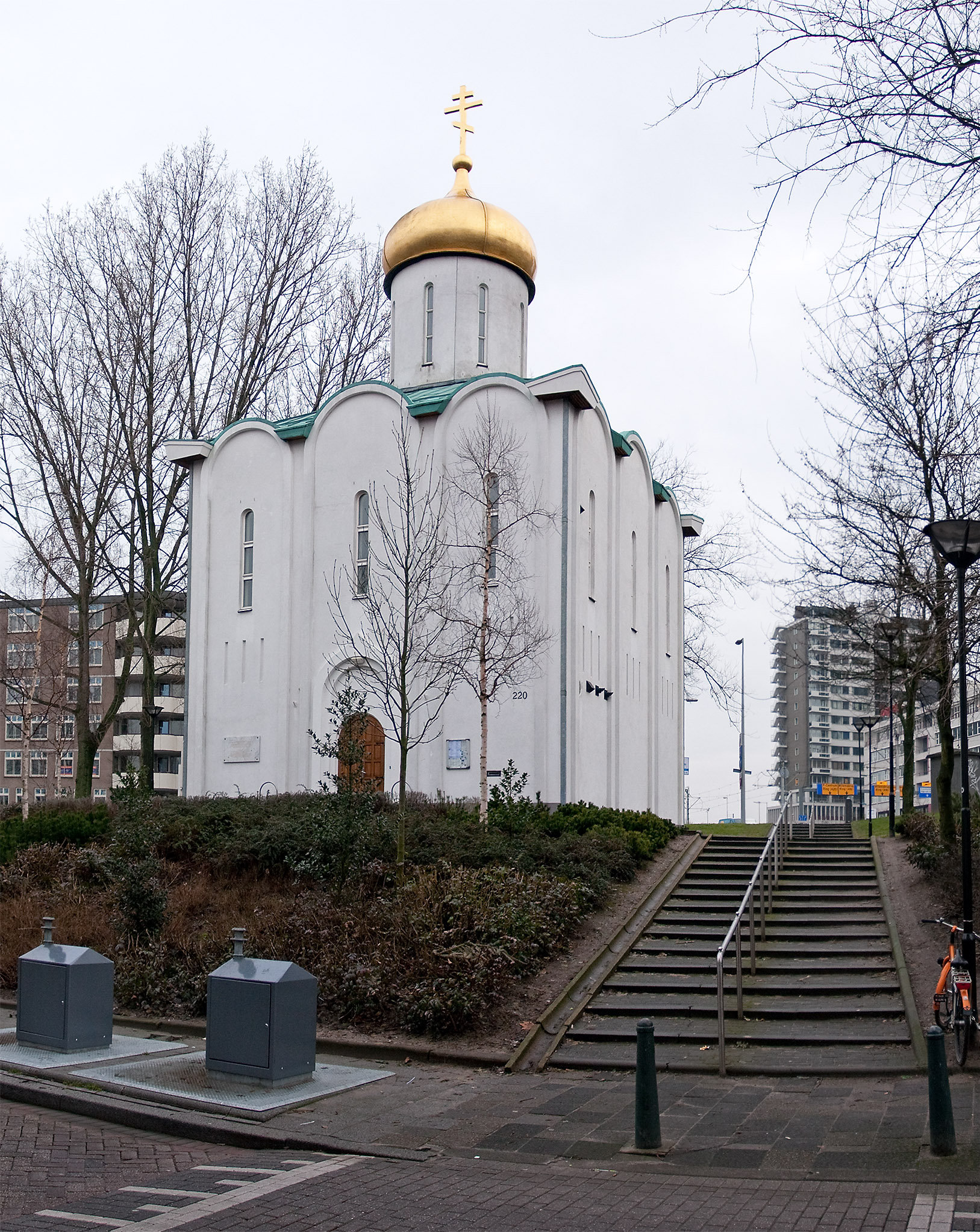
La chiesa di Sant'Aleksandr Nevskij a Rotterdam, che funge da cattedrale provvisoria dell'eparchia.

L'eparchia dell'Aia e dei Paesi Bassi (in russo Гаагская и Нидерландская епархия?; in olandese Bisdom van Den Haag en Nederland) è una eparchia della Chiesa ortodossa russa nei Paesi Bassi, appartenente all'Esarcato patriarcale dell'Europa occidentale.
L'eparchia estende la sua giurisdizione sui Paesi Bassi. Sede eparchiale è la città dell'Aja. Cattedrale provvisoria è la chiesa di Sant'Aleksandr Nevskij a Rotterdam. Dal 28 dicembre 2017 l'eparca è Elisey Ganaba.

## Storia
Nel XVIII secolo si formarono nei Paesi Bassi le prime comunità ortodosse, grazie alla presenza di immigrati russi e greci. A metà del secolo fu costruita la prima chiesa ortodossa, dedicata a Santa Caterina. Nella prima metà dell'Ottocento fu edificata una cappella ortodossa nel palazzo reale, dedicata a Santa Maria Maddalena, dovuta all'interesse di Anna Pavlovna Romanova, consorte del re Guglielmo II.
Nella prima metà del XX secolo l'ortodossia si diffuse nei Paesi Bassi, dovuta soprattutto agli sforzi di san Giovanni Maximovich e ad altri missionari della Chiesa ortodossa russa fuori dalla Russia. Nel 1972 il vescovo Giacomo dell'Aja chiese l'annessione alla Chiesa ortodossa russa di alcune parrocchie dipendenti dalla sua giurisdizione. Il 18 agosto 1972 il Santo Sinodo russo eresse l'eparchia dell'Aja, alla quale successivamente furono annesse altre parrocchie della diaspora russa.
Il 28 dicembre 2018, con decisione del Santo Sinodo, l'eparchia è entrata a far parte dell'Esarcato patriarcale dell'Europa occidentale.